# دندارا
دندارا (بالإنجليزية: Dandara)‏ هي محاربة أفريقية برازيلية وُلدت في الفترة الاستعمارية في البرازيل. تزوجت دندارا من زومبي دوس بالماريس ولديها ثلاثة أطفال. بعد اعتقالها في 6 فبراير 1694 ، رفضت العودة إلى حياة العبودية وانتحرت. تعتبر دندارا شخصية غامضة حتى اليوم، لأنه لا يُعرف الكثير عن حياتها. تعتبر معظم القصص حولها متنوعة ومتقطعة.

## شخصية دندارا
وُصفت دندارا بأنها شخصية بطولية، تعلمت تقنيات كابويرا وخاضت العديد من المعارك جنبًا إلى جنب مع الرجال والنساء للدفاع عن بالماريس، المكان الذي كان يذهب إليه العبيد الهاربون للعيش بأمان. تأسست بالماريس في القرن السابع عشر في سيرا دا باريغا، في ولاية ألاغواس، لأنه كان من الصعب الوصول إلى المنطقة بسبب الغطاء النباتي الكثيف.
من غير المعروف إذا ما كانت دندارا وُلدت في البرازيل أو في إفريقيا. عندما كانت فتاة صغيرة، انضمت إلى مجموعة من البرازيليين من أصل أفريقي لمحاربة العبودية في البرازيل. ساعدت دندارا في وضع استراتيجيات لحماية بالماريس. كانت دندارا معروفة بمهاراتها في القتال، ولكنها برعت أيضًا في الصيد والزراعة. زرعت دندارا الذرة، ومانديوكا، والفاصولياء، والبطاطس الحلوة، وقصب السكر، والموز.
أنتج شعب بالمارس، أدوات للزراعة والأسلحة للحرب. كما أنها صنعت الخشب، والفخار، والمعادن. كانت جميع الأنشطة في بالماريس تعتمد على المنتجات المستدامة ذاتياً، بينما قام بعضهم بالتجارة مع القرى والمطاحن في المنطقة.
تكررت الهجمات على بالماريس بدايةً من عام 1630، مع الغزو الهولندي في البرازيل. وفقًا للقصص المتعلقة بدندارا، كان لها دور مهم في قطع علاقة زوجها مع عمه جانجا زومبا، الذي كان أول رئيس كبير للكويلومبو دوس بالماريس. وقعت جانجا-زومبا في 1678 معاهدة سلام مع حكومة ولاية بيرنامبوكو. ذكرت المعاهدة أنه سيتم إطلاق سراح سكان بالماريس الذين اعتُقلوا. كان جميع الذين ولدوا في بالمارس أحرارًا وليسوا عبيدًا، ومنحهم إذنًا بالتجارة. كان على سكان بالمارس في المقابل أن يسلموا إلى السلطات العبيد الهاربين الذين ذهبوا إلى هناك بحثًا عن مأوى. ويقال إن داندارا وزومبي دوس بالماريس عارضوا الصفقة لأنها لم تُنه الرق. قتل جانجا زومبا على يد أحد سكان بالمارينوس الذين عارضوا اقتراحه.

## تكريم دندارا
أُنشئت لعبة داندارا Dandara، التي طورها لونغ هات هاوس ونُشرت على يد رو فيري Raw Fury ، مُستوحاة من تاريخ دندارا.